# Ippocrate (nome)
Ippocrate  è un nome proprio di persona italiano maschile.

## Varianti
- Femminili: Ippocrata[3]

### Varianti in altre lingue
- Asturiano: Hipócrates
- Basco: Hipokrates
- Bielorusso: Гіпакрат (Hipakrat)
- Bulgaro: Хипократ (Hipokrat)
- Catalano: Hipòcrates[4]
- Croato: Hipokrat
- Esperanto: Hipokrato
- Francese: Hippocrate
- Galiziano: Hipócrates
- Greco antico: ‘Ιπποκρατης (Hippokrates)[2][5]
- Greco moderno: Ιπποκράτης (Ippokratīs)
- Inglese: Hippocrates
- Latino: Hippocrates[1][5]
- Lettone: Hipokrāts
- Lituano: Hipokratas
- Macedone: Хипократ (Hipokrat)
- Occitano: Ipocrates
- Polacco: Hipokrates
- Portoghese: Hipócrates
- Russo: Гиппократ (Gippokrat)
- Serbo: Хипократ (Hipokrat)
- Sloveno: Hipokrat
- Spagnolo: Hipócrates[4]
- Ucraino: Гіппократ (Hippokrat)
- Ungherese: Hippokratész

## Origine e diffusione

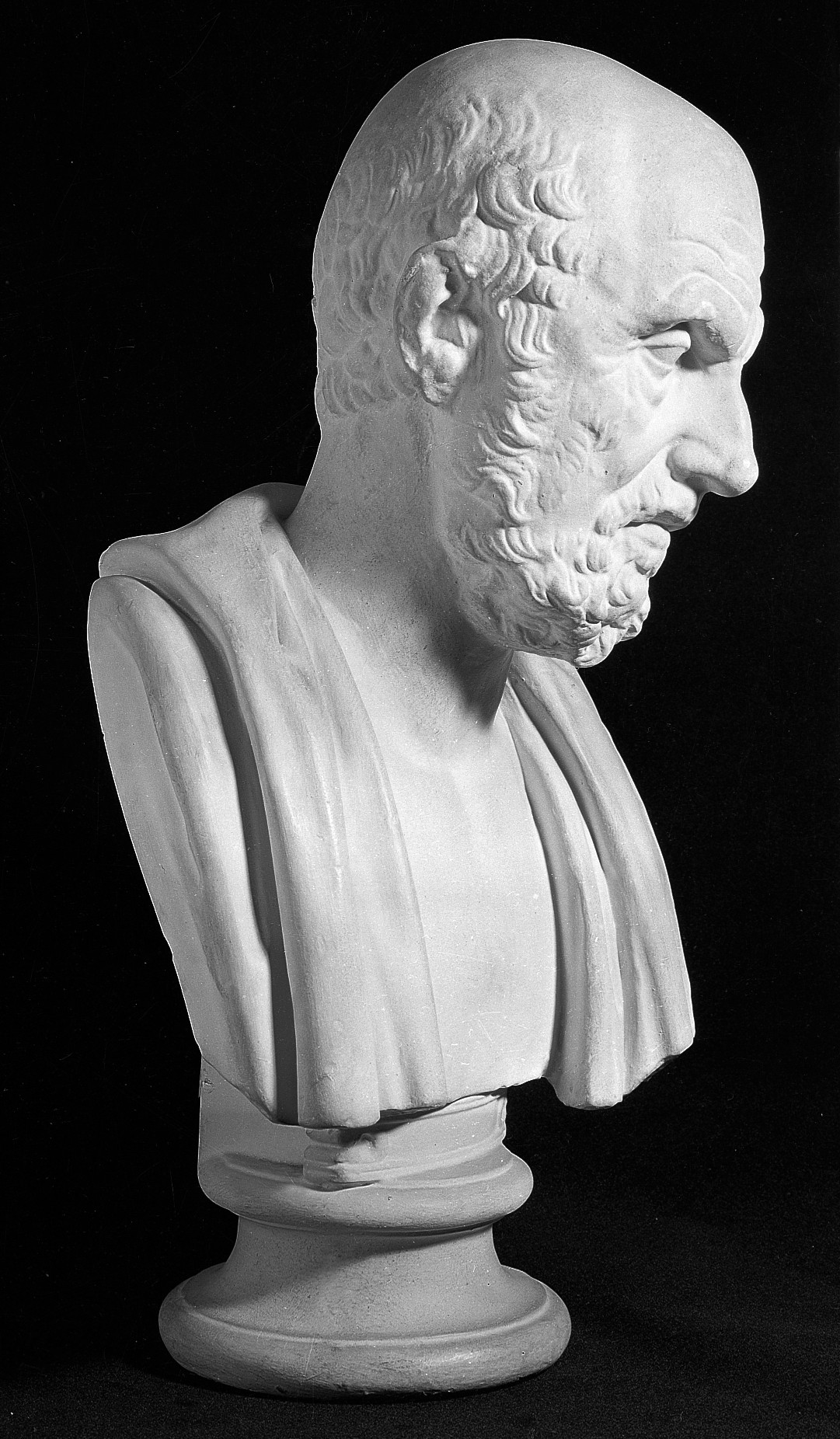
Busto di Ippocrate

Deriva dal greco ‘Ιπποκρατης (Hippokrates), composto da ‘ιππος (hippos, "cavallo") e κρατος (kratos, "potere", "forza"), e può essere interpretato in vari modi, ad esempio "forte come un cavallo", "cavallo forte", "cavaliere forte", "potere del cavallo" o "potente per la sua cavalleria", "migliore nel cavallo" e via dicendo. Il primo dei due elementi è piuttosto diffuso nell'onomastica greca, e si può trovare anche in Ippolito, Ipparco, Filippo, Menalippo e Santippe, mentre il secondo si ritrova in Pancrazio e Socrate.
Attestato quasi solo al maschile e comunque rarissimo, è ricordato principalmente per essere stato portato da un antico medico greco, Ippocrate, considerato il padre fondatore della medicina.

## Onomastico
È un nome adespota, ossia privo di santo patrono; l'onomastico si può festeggiare eventualmente il 1º novembre, in occasione di Ognissanti.

## Persone
- Ippocrate, medico, geografo e aforista greco antico
- Ippocrate di Atene, militare ateniese
- Ippocrate di Chio, matematico e astronomo greco antico
- Ippocrate di Gela, tiranno di Gela
- Ippocrate di Siracusa, tiranno di Siracusa
- Ippocrate di Sparta, ammiraglio spartano